# Ізнік
Ізнік (грец. Νίκαια, тур. İznik) — місто у Туреччині, у ілі Бурса, центр ільчі Ізнік. Населення (на 2012 рік) становить 22 507 осіб. Місто відоме ізнікською керамікою.

## Історія
Про історію міста у доосманські часи докладніше див. у статті Нікея.
У 1331 році Орхан I захопив місто і протягом короткого періоду місто стало столицею розширюваного Османського емірату. Велика церква Святої Софії у центрі міста була перетворена на мечеть і стала відомою як мечеть Орхана. Поруч було зведене медресе.
Арабський мандрівник Ібн Баттута, відвідав місто 1331 року, незабаром після захоплення міста Орханом І. Згідно з Ібн Баттутою, місто було у руїнах, у ньому мешкала невелика кількість людей, які були в служба султана. Біля міських стін були сади, кожен будинок був оточений фруктовим садом. Місто вирощувало фрукти, волоські горіхи, каштани і солодкий виноград.
Перепис 1520 року зафіксував 379 мусульманських і 23 християнських домогосподарств, у той час як перепис, що відбувся через сторіччя, 1624 року, зафіксував вже 351 мусульманське і лише 10 християнських домогосподарств. Припускаючи по п'ять членів для кожної сім'ї, ці цифри говорять про те, що населення складало близько 2000 осіб.
У 18—19 століттях число мешканців було майже таким самим. Загалом же, якщо візантійський місто, за оцінками, мало населення 20-30 тисяч, то у період Османської імперії місто ніколи не був процвітаючим.
Подорожні описували місто у невтішних термінах. Так, після свого візиту в 1779 році до Ізнику, італійський археолог Доменіко Сестіні писав про Ізнік як про покинуте міста без життя, без шуму і без руху. У 1797 році Джеймс Даллавей описував Ізнік як «нещасне село».
Велика частина міста була зруйнована 1921 року під час греко-турецької війни (1919—1922), більшість населення стали біженцями. Багато історичних будівель були пошкоджені або зруйновані.

## Кераміка Ізніка

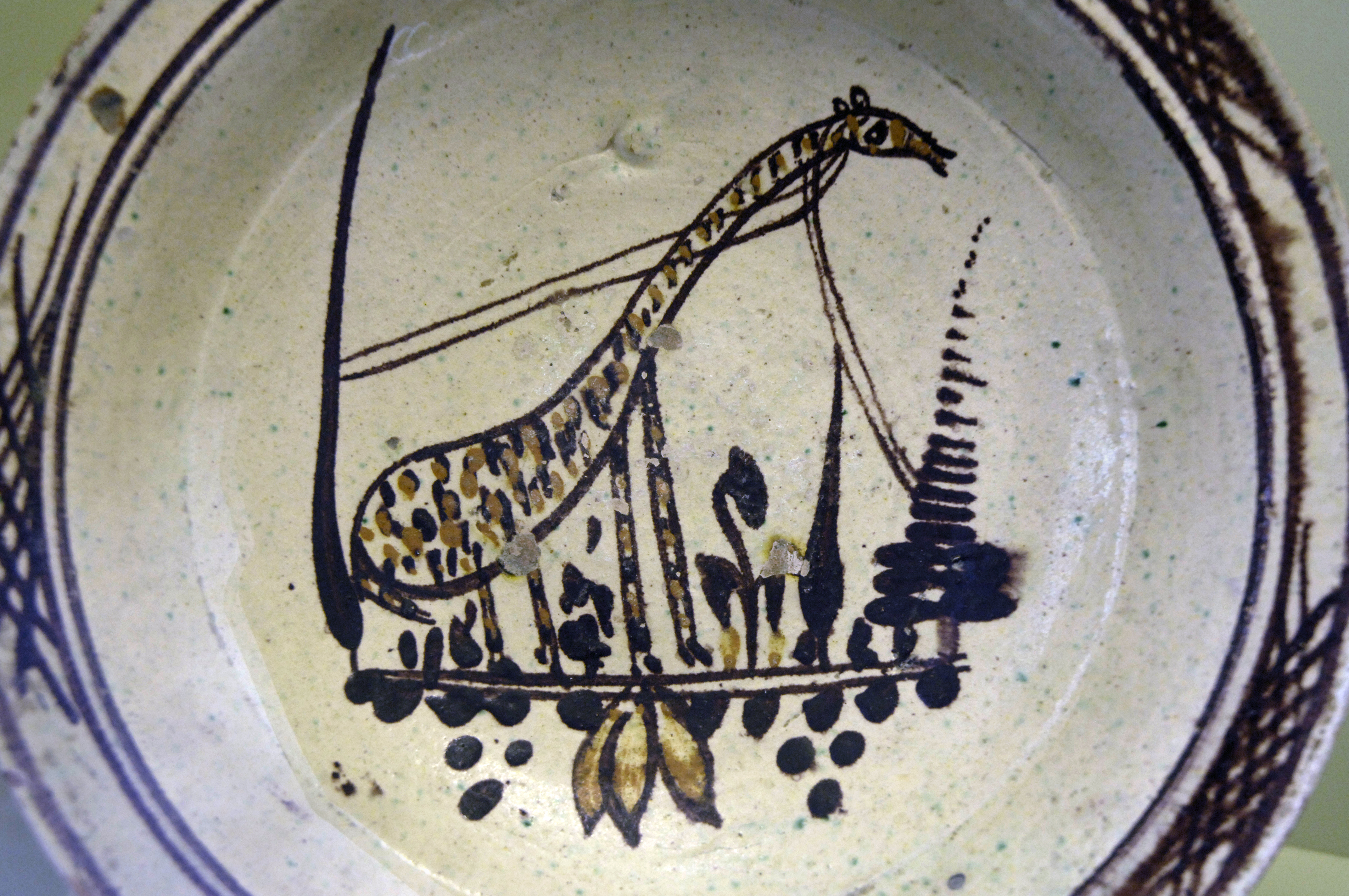
Посуд з Кахельного кіоску

Керамічне виробництво в Ізніку (колишнє візантійське місто Нікея) склалося в останній чверті XV століття. У 1514 році султан Селім I захопив перський Тебріз, доставивши його ремісників до Ізника. Перси були кваліфікованими плиткарями, і незабаром печі Ізника виробляли фаянс (олов'яний глазурований фаянс) високої якості.  Наявність родовищ білої глини та близькість до столиці зробила Ізнік мануфактурою по виробництву кахлів для монументального зодчества. Посуд вважався як побічний вид виробів. Пік у XVI та XVII століттях, виготовлення плитки Ізніка було унікальною османською художньою традицією.
Однак зменшення попиту на монументальне мистецтво в післяосманській Туреччині спричинило швидкий спад. Щоб відродити це ремесло, Фонд Ізніка співпрацював з істориками, університетськими лабораторіями та готував майстрів з усієї Туреччини. Сьогодні магазини по всьому місту продають різнокольорову плитку, а також іншу кераміку.

## Пам'ятки
Попри руйнування, у місті збереглося багато пам'яток архітектури, серед них основними пам'ятками є:
- Візантійські фортечні стіни;
- Мечеть Хасі-Узбек (1333);
- Мечеть Єшил (Зелена мечеть) (1378—91);
- Медресе (сер. 14 ст.);
- Похідна кухня Нілуфер-Хатун (1388), тепер історичний музей;
- Мавзолей Хайреддіна (14 ст.);